# Jatropha mutabilis
Jatropha mutabilis är en törelväxtart som först beskrevs av Johann Baptist Emanuel Pohl, och fick sitt nu gällande namn av Henri Ernest Baillon. Jatropha mutabilis ingår i släktet Jatropha och familjen törelväxter. Inga underarter finns listade i Catalogue of Life.